# Waverly Hall
Waverly Hall – miasto w Stanach Zjednoczonych, w stanie Georgia, w hrabstwie Harris.